# Epilissus viridis
Epilissus viridis är en skalbaggsart som beskrevs av Johann Christoph Friedrich Klug 1832. Epilissus viridis ingår i släktet Epilissus och familjen bladhorningar. Inga underarter finns listade i Catalogue of Life.